# 環顧日常
環顧日常是香港電台電視部和食物環境衞生署合作拍攝的一套電視劇集。由2021年3月27日至4月17日在港台電視31播出。節目涵蓋四個民生議題，包括食物安全、潔淨服務、牌照管理及綠色殯葬，讓觀眾了解食環署的職能和工作範圍外，提高公眾對食物安全及環境衞生的意識。此外，同類節目還有以「真人騷」形式介紹服務的有線節目「無署不在」。

## 每集主題
| 集數 | 播映日期      | 單元主題   | 導演   | 演員                                                                                       |
| 01   | 2021年3月27日 | 色香味之外 | 吳浩然 | 余香凝，黎學勤，李英濤，張雷，岑珈其，陳穎欣                                               |
| 02   | 2021年4月3日  | 疫流清道夫 | 彭璐斯 | 尹光，趙善恆，蔣祖曼，譚杏藍，程人富@小薯茄，麗英@小薯茄，阿J@小薯茄，黃素歡，麥洛新，陳可 |
| 03   | 2021年4月10日 | 無牌父女   | 區達開 | 梁健平、曾睿彤、劉展翹、黃寶漳、樊沛珈                                                     |
| 04   | 2021年4月17日 | 海魚飛     | 黃修平 | 袁富華、談善言、岑樂怡、梁嘉進、黃美芬、區靄玲、莊祖龍                                     |

## 爭議
《環顧日常》原定有五集，但自從李百全在2021年3月1日上任廣播處長後，先後抽起多集港台節目，包括有「黃絲」港姐之稱的譚小環參演的其中一集。 譚小環於Facebook個人主頁發布了當日拍攝花絮，並撰文回應指，「我作為演員，一直用心去演，希望大家會睇到我的演出，我信總有機會在不同的平台上睇到。」

## 外部連結
- 環顧日常（页面存档备份，存于）